# 4 a. C.
El año 4 a. C. fue un año común comenzado en martes o miércoles (las fuentes difieren) del calendario juliano. También fue un año común comenzado en lunes del calendario juliano proléptico. En aquella época, era conocido como el Año del consulado de Sabino y Rufo (o menos frecuentemente, año 750 Ab urbe condita).

## Acontecimientos
- 23 de febrero: en China se registra un cometa («una estrella como un arbusto»).[1]
- Herodes Arquelao se convierte en etnarca de Judea.
- Herodes Antipas se convierte en rey de Galilea.
- Muere Herodes el Grande, rey de Judea. Comenzó a reconstruir el Templo de Jerusalén y construyó las fortalezas fronterizas para proteger a Judea de las incursiones árabes. En la tradición cristiana es conocido por ser el responsable de la muerte de los «santos inocentes».[2]

## Nacimientos
- Lucio Anneo Séneca, filósofo romano nacido en Córdoba.

## Fallecimientos
- Herodes I el Grande, rey de Judea, Galilea, Samaria, e Idumea. Aunque también se propone el año 1 a. C.
- Marcus Tullius Tiro, secretario de Cicerón y probable creador del notae Tironianae, un sistema de taquigrafía.